# Ácido estearidónico
El ácido estearidónico (SDA por su acrónimo en inglés) es un ácido graso omega 3, llamado en ocasiones ácido moróctico. Es biosintetizado a partir del ácido alfa-linolénico por la enzima delta-6-desaturasa. Las fuentes naturales de este ácido graso son los aceites de semillas de cáñamo, grosella negra, maíz gromwell y Echium, y la cianobacteria Spirulina.